# David Omar Rodríguez Barrera
David Omar Rodríguez Barrera, noto semplicemente come Deivid (Las Palmas de Gran Canaria, 27 gennaio 1989), è un ex calciatore spagnolo, di ruolo difensore.

## Carriera
Nella stagione 2011-2012 ha giocato 5 partite nella Liga con il Siviglia.